# Gypogyna forceps
Gypogyna forceps là một loài nhện trong họ Salticidae. Chúng thuộc chi đơn loài Gypogyna, được Eugène Simon miêu tả năm 1900.